# Riverside International Raceway

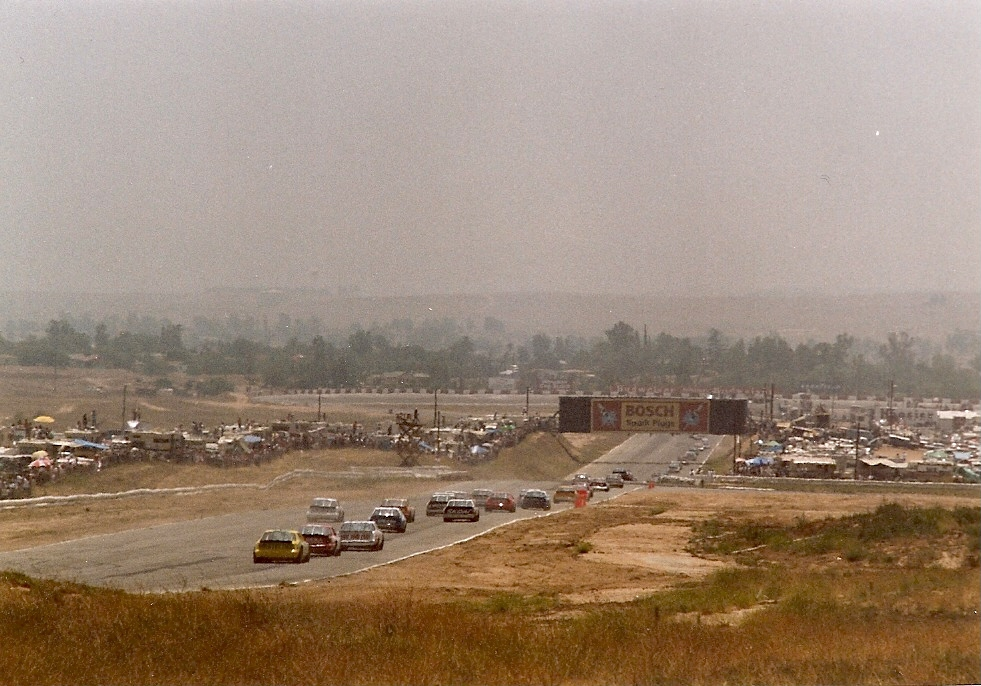
Laatste NASCAR race in 1988.

Riverside was een racecircuit ten oosten van Los Angeles in Californië in de Verenigde Staten.
Het werd gebouwd in 1957 en was 5,3 km lang. Het lange rechte stuk werd ook gebruikt voor dragraces. De enige Formule 1 Grand Prix werd er in 1960 gereden en werd gewonnen door Stirling Moss. De ligging diep in het heuvelachtige woestijnlandschap bemoeilijkte de markering van de bochten. Het raakte in verval en sloot in 1988.

## NASCAR
In de NASCAR Winston Cup werd de Budweiser 400 op het circuit gehouden in 1963 en tussen 1970 en 1988 en de Winston Western 500 in 1958, 1961 en verder tussen 1963 en 1987.

## Overwinningen
Aantal overwinningen op het circuit per coureur uit de Winston Cup.
| Bobby Allison   | 6 |
| Dan Gurney      | 5 |
| Darrell Waltrip | 5 |
| Richard Petty   | 5 |
| Tim Richmond    | 4 |
| Cale Yarborough | 3 |
| David Pearson   | 3 |
| Ray Elder       | 2 |
| Ricky Rudd      | 2 |
| Rusty Wallace   | 2 |
| Terry Labonte   | 2 |
| A.J. Foyt       | 1 |
| Benny Parsons   | 1 |
| Bill Elliott    | 1 |
| Eddie Gray      | 1 |
| Geoff Bodine    | 1 |
| Lloyd Dane      | 1 |
| Mark Donohue    | 1 |
| Parnelli Jones  | 1 |
| Darel Dieringer | 1 |